# Vier Fenster
Vier Fenster (tj. Čtyři okna) je německý hraný film z roku 2006, který režíroval Christian Moris Müller podle vlastního scénáře. Film zachycuje vztahy mezi čtyřmi členy jedné rodiny v Berlíně. Tentýž všední den je vyprávěn ze čtyř různých perspektiv otce, matky, dcery a syna. Snímek měl světovou premiéru na Berlinale 15. února 2008.

## Obsazení
| Thorsten Merten  | otec   |
| Margarita Broich | matka  |
| Theresa Scholze  | dcera  |
| Frank Droese     | syn    |
| This Maag        | Moritz |

## Ocenění
- Franz-Hofer-Preis